# Brenners Park-Hotel & Spa

Logo

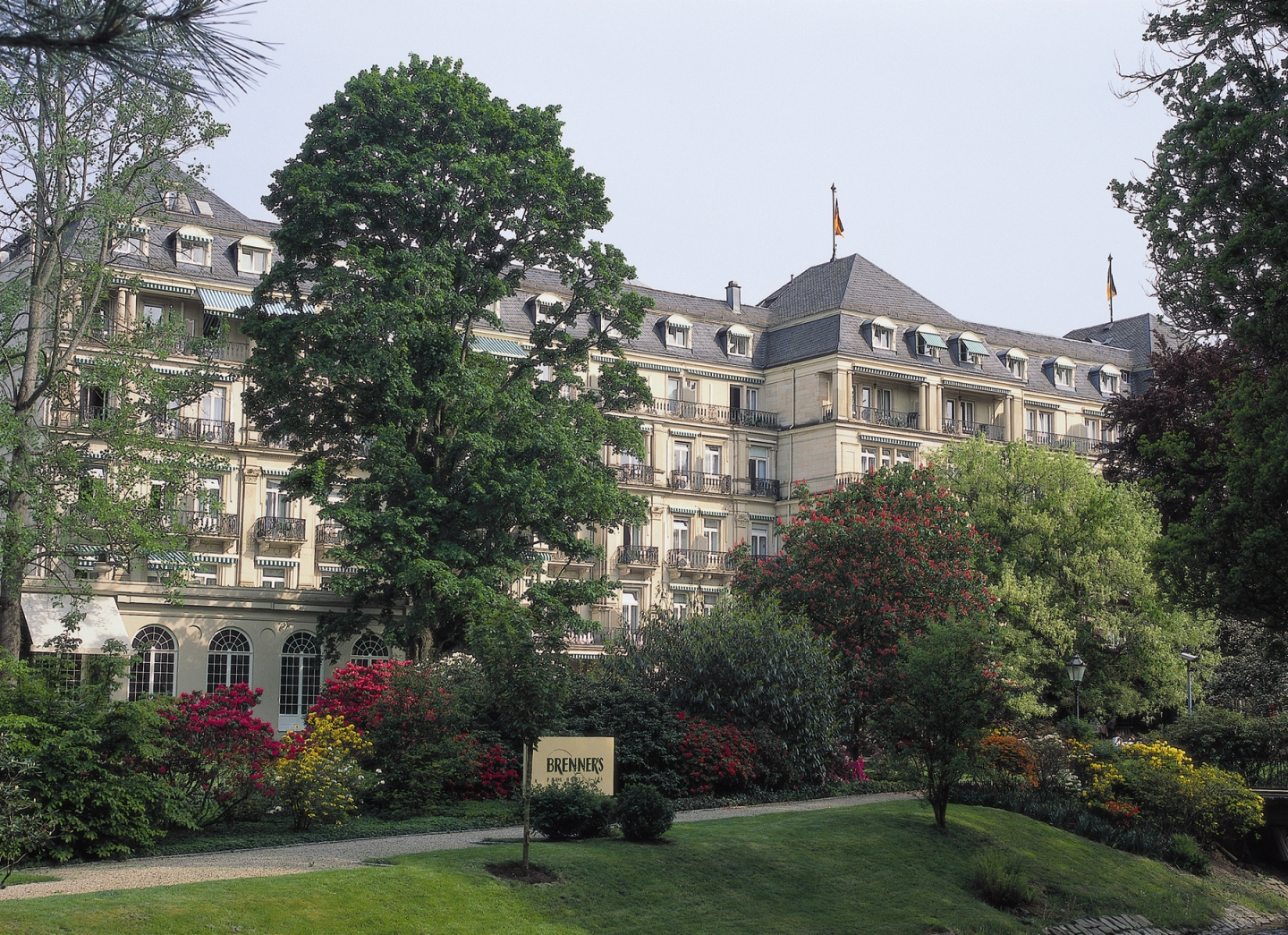
Die Fassade des Hauptgebäudes zur Lichtentaler Allee (2009)

Brenners Park-Hotel & Spa ist ein Fünf-Sterne-Hotel in Baden-Baden. Das unter der Marke Oetker Collection geführte Hotel gehört zur Selektion Deutscher Luxushotels.

## Geschichte

### 1834–1900

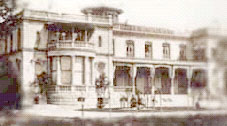
Hotelbau von 1857/1858

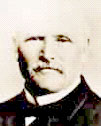
Anton Alois Brenner

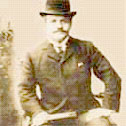
Camille Brenner übernahm 1882 das Hotel von seinem Vater Anton Alois Brenner

1834 begann die Geschichte des Hotels unter dem Namen Stephanienbad. Der Name war eine Huldigung an Prinzessin Stephanie von Baden, Adoptivtochter von Napoleon und von 1811 bis 1818 badische Großherzogin. 1857 ging das Haus in den Besitz französischer Unternehmer über. Die Pariser Zeitung Estafette schwärmte von Baden-Baden als einem Sommer-Paris. Stéphanie les Bains wurde zum Anziehungspunkt für die französische Gesellschaft. Der Deutsch-Französische Krieg machte dem 1870 ein jähes Ende.
Für über 170.000 Gulden ersteigerte 1872 der Pforzheimer Kleiderfabrikant und Hofschneider Anton Alois Brenner das Hotel samt angrenzenden Grundstücken für seine Tochter und deren Ehemann, der zuvor das kleine Hotel Blume betrieben hatte. Dieser starb jedoch 1875, seitdem scheint Anton Brenner das Hotel, dem er seinen neuen Namen gegeben hatte, selbst erfolgreich betrieben zu haben.
1882 wurde das Haus mit einem geschätzten Wert von einer halben Million Mark auf Anton Brenners Sohn Camille Brenner überschrieben. Mit diesem Hotelier begann der Aufstieg des Hauses. Über Camille Brenner schrieb eine zeitgenössische Zeitung: „Wie ein Fürst, besessen von Sammlerleidenschaft und Baulust schuf er in immer neuen Metamorphosen sein Hotel. Er stattete es mit Teppichen aus, die den Neid und die Bewunderung der Sammler erregten, mit erlesenen Originalen und mit Antiquitäten, mit denen er als erster die luxuriösen Appartements möbilierte.“ Damals wurde der Grundstock für das heutige Brenners Park-Hotel & Spa gelegt.
Ab 1895 wurden große Umbauten vorgenommen, als Villa Imperial wurde die heutige Villa Augusta errichtet; mit dem Ankauf des benachbarten Palais Stourdza kam der Park hinzu, der bis an die Oos reichte.

### Seit 1900
Im Mai 1900 wurde der neue Flügel des Hauptgebäudes eröffnet, so dass über 200 Zimmer komfortabelster Ausstattung im Hotel Stephanie zur Verfügung standen. Fürst Otto von Bismarck, der Großfürst Michael Nikolajewitsch Romanow, der wie sehr viele russische Adlige regelmäßig nach Baden-Baden kam, Edward Prince of Wales, der spätere britische König Eduard VII., der Maharaja von Kapurthala und König Chulalongkorn von Siam gehörten zu den Gästen. Weiterhin traf man Künstler aller Sparten und die Vertreter der großen Bankhäuser und Industrielle wie Henry Ford hier an. Die US-Amerikaner stellten unter den ausländischen Gästen stets den größten Anteil. Camille Brenner setzte auf den Einfluss des Automobils auf das Reiseverhalten, baute die erste deutsche Hotelgarage und konzipierte Autoausflüge in den Schwarzwald.
1914 starb Camille Brenner in Cannes. Er hinterließ seiner Witwe und seinen fünf Kindern kein leichtes Erbe. 1912 hatte er noch das Hotel Minerva erworben, beim Umbau jedoch Probleme mit den Behörden bekommen. Der Bau wurde zum Sanatorium umgeplant, aber wegen des Ausbruchs des Ersten Weltkriegs konnte es nie in Betrieb genommen werden. Für die Investitionen in den Bau hatte Camille Brenner noch erhebliche Kredite aufnehmen müssen. Nun übernahmen Augusta Brenner und ihr Sohn Kurt die Direktion. Zunächst musste das Hotel geschlossen werden, nicht nur wegen der Abreise der ausländischen Gäste, auch weil der größte Teil des männlichen Personals zum Kriegsdienst eingezogen wurde. Erst im April 1920 hatten sich die Nachkriegsverhältnisse so stabilisiert, dass wieder ein geregelter Hotelbetrieb erfolgen konnte. Obwohl die internationalen Stammgäste aus der Vorkriegszeit das Hotel nicht mehr besuchten, füllte sich das Haus schnell wieder.

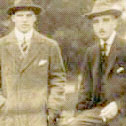
Kurt und Alfred Brenner, 1924

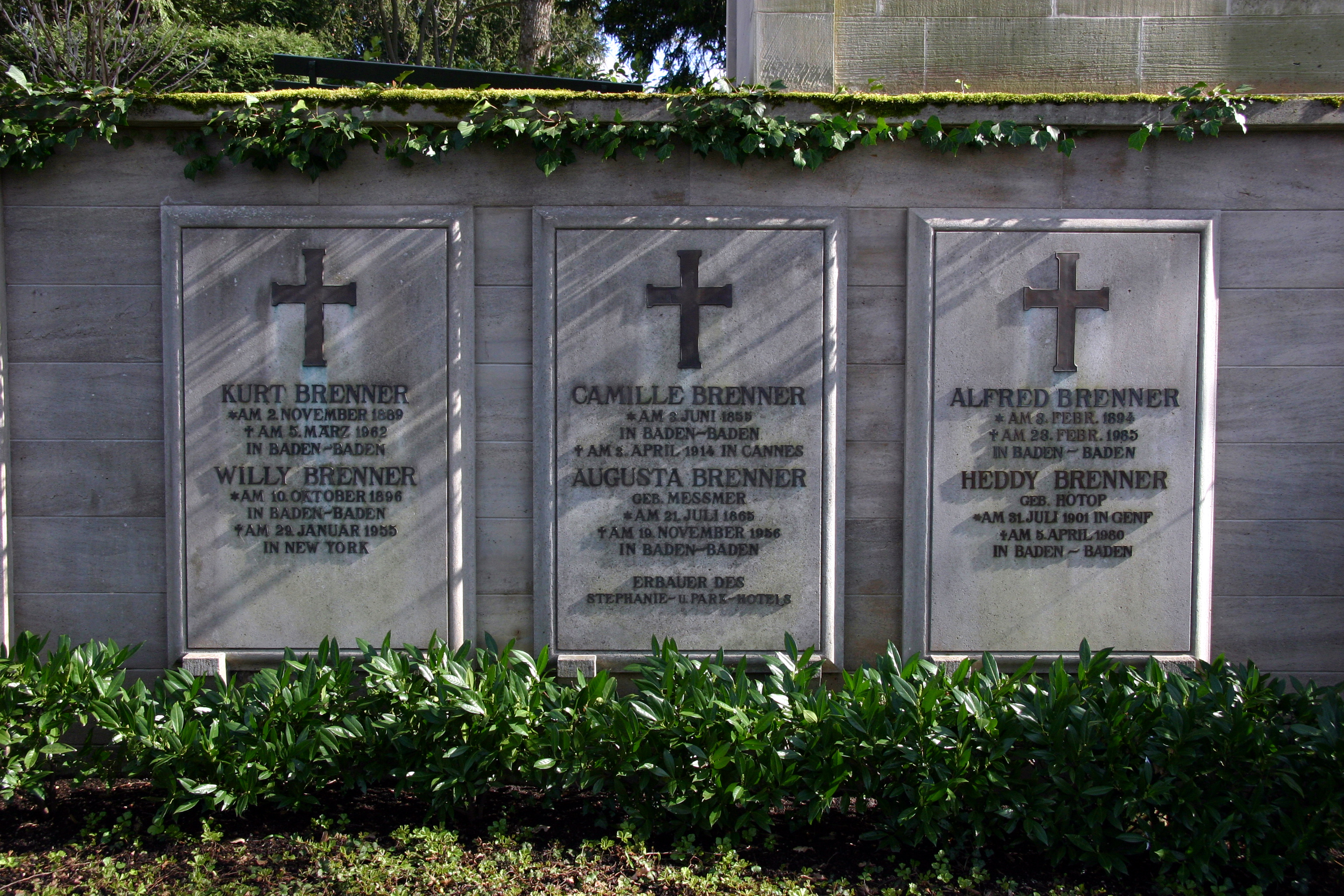
Grab Camille und Augusta Maria Wilhelmine Brenner (diese war die Schwester der Mutter des Schriftstellers Reinhold Schneider, dessen Patentante und selbst Patenkind von Augusta von Sachsen-Weimar-Eisenach.)

1922 gründeten Augusta Brenner und ihre fünf Kinder die Brenners Hotel Aktiengesellschaft, die vor allem die Erbteilung erleichtern sollte. Kurt und Alfred Brenner traten in der Praxis das Erbe des Vaters an und leiteten gemeinsam den Betrieb. Ganz im Sinne des Vaters konnte der Hotelbetrieb wieder aufgenommen werden. Obwohl die ausländischen Stammgäste aus der Vorkriegszeit ausblieben, arrondierten sie den Hotelkomplex, der 1924 von der Bertholdstraße bis zum Palais Gagarine reichte.
Das Jahr 1927 wird von Seiten des Hotels als Zenit seiner frühen Geschichte gewertet. In keiner Saison fanden so viele Berichte über berühmte Besucher und interessante Ereignisse Eingang in die Weltpresse. Knapp 400 Betten standen zur Verfügung und rund 500 Bedienstete sorgten für das Wohl der Gäste, von denen fast die Hälfte US-Amerikaner waren. Was bis dahin ein Segen war, brachte in der Weltwirtschaftskrise ab 1929 überdurchschnittliche Verluste, die die Hotel-AG schnell in Schwierigkeiten brachten. Aber auch wenn die Gäste aus den USA ausblieben, standen die Häuser nicht leer. Die Gästelisten nennen 1930 Namen wie Franz Lehár und Richard Tauber, Wilhelm Furtwängler oder Ferdinand Sauerbruch.
Als 1933 das Casino Baden-Baden eröffnete, ging es auch mit den ausländischen Gästen wieder bergauf. Sie erreichten 1936 einen Anteil von 63 Prozent. Darunter waren so bekannte Namen wie Walt Disney, der Fürst von Monaco und der Maharadscha von Kapurthala mit seinem Sohn. Auf dem Höhepunkt des nur kurzen Aufschwungs erreichten Kurt und Alfred Brenner 1937 40.000 Übernachtungen. Der Zweite Weltkrieg traf das Brenners 1939 mitten in einer blühenden Entwicklung. Schon wenige Tage nach Kriegsbeginn mussten Teile des Hotels geschlossen werden. Das Hotel Stéphanie blieb während des ganzen Kriegs wegen Personalmangel geschlossen. 1941 konnte die Villa Stephanie mit dem Park-Hotel mit 65 Gästebetten wieder in Betrieb genommen werden.

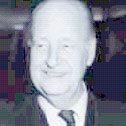
Rudolf-August Oetker

Ebenfalls 1941 erwarb die Familie Rudolf-August Oetkers, die seit 1922 Anteile an der Brenners Hotel AG besaß, die Aktienmehrheit.
Nach dem Kriegsende war das Brenners 1945 kurz Sitz des französischen Gouvernements, musste dann aber für den Oberbefehlshaber der französischen Streitkräfte in Deutschland, Marie-Pierre Kœnig, freigemacht werden. Auch die übrigen Gebäude des Komplexes wurden beschlagnahmt. Ende September 1949 wurde das Park-Hotel als erstes Gebäude des Hotelkomplexes wieder freigegeben. Der General bedankte sich für die unfreiwillig gewährte Gastfreundschaft mit der Order, dass es rasch als Hotel wiederhergerichtet und eröffnet werden sollte, was am 1. April 1950 geschah. Im ersten Jahr zählte man rund 17.000 Gäste, davon fast die Hälfte aus dem Ausland, wobei das Hotel nur über ein Drittel des Bettenangebots der Vorkriegszeit verfügte. Erst 1955 wurde auch der Hauptkomplex wieder frei, hatte aber so großen Schaden genommen, dass er nach vergeblichen Versuchen der Rettung 1962 bis auf den 1900 errichteten Flügel abgebrochen werden musste.
1962 fanden im Brenners Vorgespräche zwischen Konrad Adenauer und Charles de Gaulle zum deutsch-französischen Freundschaftsvertrag statt.
1969 ging die Familientradition mit dem Ausscheiden von Alfred Brenner aus der Geschäftsführung nach 50-jähriger Tätigkeit in der von seinem Großvater gegründeten Hotelunternehmung zu Ende.

### Generalsanierung 2023–2025
Seit Oktober 2023 wird die Hotelanlage generalsaniert und umgebaut. Dazu wird das unter Denkmalschutz stehende Hauptgebäude einer kompletten Infrastruktursanierung unterzogen. Im Zuge der Sanierung bekommt das historische Gebäude neben einem neuen Dach, dreifach verglaste Holzfenster, eine Photovoltaik-Anlage auf dem Flachdach, eine Gebäudekühlung mit Kaltwassersatz, die die bisherigen FCKW-Split-Klimageräte auf den Zimmern ablöst, und Wärmerückgewinnung. Zudem wird das Haupttreppenhaus, das bisher im vierten Stock endete, bis in den fünften Stock verlängert.
Der Umbau betrifft die erste bis fünfte Etage des Haupthauses. Im Erdgeschoss sind weiterhin das Restaurant Wintergarten und die Oleander Bar geöffnet. Regulär in Betrieb sind darüber hinaus 23 Zimmer und Suiten in der Parkvilla und der Villa Stéphanie samt Spa, Pool, Fitness und Gartenterrasse.
Das Haupthaus wird im Frühsommer 2025 wiedereröffnet.

## Hotel und Restaurant
Das Haus beinhaltet insgesamt 105 Hotelzimmer, Junior Suiten, Suiten und die Royal Penthouse Suite. Insgesamt gibt es drei Restaurants.
Brenners Spa beherbergt Saunarium, Fitness Center und Hallenschwimmbad im römischen Stil. Es bietet Gesichts- und Ganzkörperbehandlungen, Make-up-Beratung, Mani- und Pediküre, Jet-Lag-Behandlungen sowie Körperpackungen mit ätherischen Ölen und exotische Massagerituale. Dazu kommen verschiedene medizinische Dienstleistungen.
Im Januar 2015 fand die Eröffnung der zur Anlage gehörenden Villa Stéphanie als Spa statt. Sie ist an das Haus Julius, ein medizinisches Zentrum, angegliedert, das Angebote des Medizintourismus anbietet.
Das Hotel wird von der Brenners Park-Hotel GmbH betrieben und hatte 2023 rund 300 Mitarbeiter.

### Das Restaurant
Das Brenners Park-Restaurant war zuletzt unter Küchenchef Paul Stradner von 2015 bis 2017 mit zwei Michelin-Sternen ausgezeichnet. Von September 2017 bis März 2018 wurde das Restaurant umgestaltet. Im Oktober 2018 wurde das Restaurant als Fritz & Felix mit dem Küchenchef Sebastian Mattis wiedereröffnet. Zudem gibt es das Restaurant Wintergarten.

### In den Medien
- Im SWR Fernsehen wurde vom 25. Dezember 2013 bis zum 1. Januar 2014 eine vierteilige Dokumentation über die Ausbildung im Hotel ausgestrahlt.[11]
- Auf der Hotelrangliste für Deutschland des Magazins Capital von 2008 nimmt das Brenners den ersten Platz ein.[12]
- Der ehemalige Hoteldirektor Richard Schmitz veröffentlichte 2007 seine Erinnerungen aus dreißig Jahren im Hotel als Buch mit dem Titel Für den Glanz in den Augen.
- Eine Folge von Rita Knobel-Ulrichs Dokumentationsreihe Menschen und Hotels von 2002 im NDR Fernsehen handelte vom Brenners Park Hotel.
- In Claude Millers Spielfilm Das Auge von 1983 spielen einige Szenen mit Isabelle Adjani im Brenners.
- Gemeinsam mit zwei weiteren deutschen Luxushotels wird das Brenners Park-Hotel und seine Besonderheiten in der Dokumentation "Die geheime Welt der deutschen Luxushotels" vorgestellt. Die Ausstrahlung erfolgte am 10. September 2022 auf  Kabel Eins.[13]

### Mitgliedschaften
- Oetker Collection
- Selektion deutscher Luxushotels
- Fair Job Hotels